# Idrisidi
Idrisidi (Edrisidi, arap.: الأدارسة) su arapska šijitska dinastija u sjeverozapadnoj Africi koji su vladali sa sjedištem u Fesu. Osnivač joj je Idris ibn Abdulah (Idrīs ibn ‘Abdullāh) iz dinastije Alida. Osnivač Idris ibn Abdulah smatrao se potomkom kalifa Alije, Muhamedova zeta.

## Vladari
- Idris I. - (788. – 791.)
- Idris II. - (791. – 828.)
- Muhammad ibn Idris - (828. – 836.)
- Ali ibn Muhammad, poznat kao "Ali I." - (836. – 848.)
- Yahya ibn Muhammad, poznat kao "Yahya I." - (848. – 864.)
- Yahya ibn Yahya, poznat kao "Yahya II." - (864. – 874.)
- Ali ibn Umar, poznat kao "Ali II." - (874. – 883.)
- Yahya ibn Al-Qassim, poznat kao "Yahya III." - (883. – 904.)
- Yahya ibn Idris ibn Umar, poznat kao "Yahya IV." - (904. – 917.)

Fatimidski Kalifat - (917. – 925.)
- Al-Hajjam al-Hasan ibn Muhammad ibn al-Qassim - (925. – 927.)
- Al Qasim Gannum - (937. – 948.)
- Abu l-Aish Ahmad - (948. – 954.)
- Al-Hasan ibn Guennoun, poznat kao "Hassan II." - (954. – 974.)